# Cao hoàng hậu (Bắc Ngụy Hiếu Vũ Đế)
Cao hoàng hậu (chữ Hán: 高皇后, không rõ tên thật) là Hoàng hậu của Bắc Ngụy Hiếu Vũ Đế Nguyên Tu trong lịch sử Trung Quốc.

## Tiểu sử
Phụ thân của Cao Hoàng hậu là Thượng trụ quốc Cao Hoan, mẹ là Vương phi Lâu Chiêu Quân (sau là Thái hậu Bắc Tề). Năm 532, Cao Hoan thanh trừng toàn bộ gia tộc Nhĩ Chu và đưa Bắc Ngụy Hiếu Vũ Đế lên ngôi. Khoảng tết năm 533, Cao thị được lập làm Hoàng hậu.

## Hoàng hậu
Mối quan hệ giữa Hiếu Vũ Đế và Cao Hoan ngày một xấu đi. Hiếu Vũ Đế muốn kiểm soát quyền lực nên cùng tướng Vũ Văn Thái, Hạ Bạt Thắng chống đối Cao Hoan. Mùa hè năm 534, Hiếu Vũ Đế chạy trốn đến Trường An, Hoàng hậu không đi theo, xem như ly hôn với Hiếu Vũ Đế, ông không lập Hoàng hậu nào thay thế. Cao Hoan tiếp tục đưa Nguyên Thiện Kiến, con trai của Thanh Hà vương Nguyên Đản (元亶, em họ của Hiếu Vũ Đế) lên ngôi và dời đô từ Lạc Dương đến Nghiệp Thành, chính thức phân Bắc Ngụy ra làm hai nửa gồm Đông Ngụy dưới quyền cai trị của Hiếu Tĩnh Đế; và Tây Ngụy dưới quyền Hiếu Vũ Đế, mặc dù cả hai đều tuyên bố mình là triều đại hợp pháp.
Khoảng tết năm 535, Hiếu Vũ Đế bị giết tại Trường An do nhiều mâu thuẫn với Vũ Văn Thái. Tin tức này lan truyền đến Đông Ngụy, tuyên bố ly hôn giữa Cao hoàng hậu và Hiếu Vũ Đế được đưa ra.

## Tái giá
Năm 535, Cao Hoan cho con gái mình tái giá với cháu trai Hiếu Trang Đế là Bình Thành vương Nguyên Thiều (元韶). Bà trở thành Bình Thành vương phi. Được ban nhiều châu báu làm của hồi môn. Bởi vì là con rể của Thương trụ quốc Đông Ngụy, Nguyên Thiều nhận được địa vị cao dưới triều Đông Ngụy Hiếu Tĩnh Đế.
Năm 550, Cao Dương (con trai Cao Hoan) buộc Hiếu Tĩnh Đế phải nhường ngôi cho mình, chấm dứt triều Bắc Ngụy và lập nên Bắc Tề, trở thành Bắc Tề Văn Tuyên Đế. Nguyên Thiều tiếp tục giữ địa vị cao dưới triều Bắc Tề.
Vào mùa hè năm 559, Văn Tuyên Đế nghi ngờ rằng các thành viên hoàng tộc họ Nguyên của Bắc Ngụy cuối cùng sẽ cố tìm cách nắm lại quyền lực, vì thế ông đã ra lệnh thảm sát Nguyên gia, bất kể tuổi tác hay giới tính, và cho ném thi thể của họ xuống Chương Thủy. Chỉ có một vài hộ đặc biệt thân cận với Cao gia mới được tha. Nguyên Thiều cũng bị giết. Không rõ Cao thị có sống sót sau vụ thảm sát hay không, cũng không có ghi chép về năm mất của bà.